# دميتري ألبيروفيتش
دميتري ألبيروفيتش ( (بالروسية: Дмитрий Альперович)‏ </link> ; (من مواليد 1980)  هو مؤسس مؤسسة think-tank الأمريكية، ومؤلف، ومحسن، ومضيف بودكاست، ومدير تنفيذي سابق في صناعة أمن الكمبيوتر. وهو رئيس مجلس إدارة Silverado Policy Accelerator، وهي مؤسسة فكرية في الشؤون الجيوسياسية في واشنطن العاصمة، ومؤسس مشارك ورئيس سابق للتكنولوجيا في CrowdStrike . ألبيروفيتش مواطن أمريكي متجنس ولد في روسيا وجاء إلى الولايات المتحدة في عام 1994 مع عائلته. 

## النشأة والتعليم
ولد ألبيروفيتش في موسكو في جمهورية روسيا الاتحادية الاشتراكية السوفياتية ، إحدى الجمهوريات التأسيسية للاتحاد السوفيتي ، وجاء إلى الولايات المتحدة في سن 13 عامًا في عام 1994  في عام 1994، حصل والده على تأشيرة دخول إلى كندا، وبعد عام انتقلت العائلة إلى تشاتانوغا، تينيسي ،  حيث حصل والده على وظيفة في شركة هيئة وادي تينيسي (TVA).  عندما كان لا يزال في المدرسة الثانوية، بدأ هو ووالده مايكل، عالم الفيزياء النووية، عملاً تجاريًا في مجال تكنولوجيا التشفير.   حصل ألبيروفيتش على درجة البكالوريوس في علوم الكمبيوتر عام 2001، والماجستير في أمن المعلومات عام 2003، وكلاهما من معهد جورجيا للتكنولوجيا . كانت هذه أول درجة دراسات عليا في المدرسة في أمن المعلومات.  ألبيروفيتش مواطن أمريكي. 

## الحياة المهنية
عمل ألبيروفيتش في عدد من الشركات الناشئة في مجال أمن الكمبيوتر في أواخر التسعينيات وأوائل العقد الأول من القرن الحادي والعشرين، بما في ذلك الشركة الناشئة لأمن البريد الإلكتروني CipherTrust ،  حيث كان أحد المخترعين الرائدين لنظام السمعة TrustedSource .  عند استحواذ شركة Secure Computing على CipherTrust في عام 2006،  قاد فريق البحث وأطلق أعمال البرمجيات كخدمة للشركة. تولى ألبيروفيتش منصب نائب الرئيس لأبحاث التهديدات  في شركة McAfee ، عندما استحوذت الشركة على شركة Secure Computing في عام 2008. 
في يناير 2010، قاد التحقيق في عملية أورورا ، والتطفل الصيني على جوجل وأكثر من عشرين شركة أخرى.  بعد ذلك، قاد التحقيق في عملية تجسس Night Dragon لشركات النفط والغاز الغربية المتعددة الجنسيات، وتتبعهم إلى Song Zhiyue ، وهو مواطن صيني يعيش في مدينة Heze ،Shandong . 
في أغسطس 2011، نشر عملية Shady RAT ، وهو تقرير عن التدخلات الصينية المشتبه بها في 72 منظمة على الأقل، بما في ذلك مقاولو الدفاع والشركات في جميع أنحاء العالم والأمم المتحدة واللجنة الأولمبية الدولية . 

### كراود سترايك
في أواخر عام 2011، شارك ديمتري ألبيروفيتش، جنبًا إلى جنب مع رجل الأعمال جورج كورتز وجريج مارستون، في تأسيس شركة CrowdStrike وأصبح المدير التنفيذي للتكنولوجيا فيها،  وهي شركة تكنولوجيا أمنية تركز على مساعدة الشركات والحكومات على حماية ملكيتها الفكرية وأسرارها ضد التجسس الإلكتروني والجرائم الإلكترونية. .
في عام 2015، تقدمت شركة CapitalG (المعروفة سابقًا باسم Google Capital ) بحملة رأسمالية بقيمة 100 مليون دولار أمريكي لشركة CrowdStrike.  ضمت الشركة كبار المسؤولين التنفيذيين في مكتب التحقيقات الفيدرالي، مثل شون هنري، مساعد المدير التنفيذي السابق (EAD) لفرع الخدمات الجنائية والسيبرانية والاستجابة والخدمات التابع لمكتب التحقيقات الفيدرالي ، وستيف تشابينسكي، نائب المدير المساعد السابق لقسم الإنترنت في مكتب التحقيقات الفيدرالي. بحلول مايو 2017، تلقت 256CrowdStrike دولارًامليون دولار أمريكي بتمويل من Warburg Pincus و Accel Partners و Google Capital وقدرت قيمة أسهمها بأقل بقليل من 1مليار دولار أمريكي. 
في يونيو 2019، قدمت الشركة طرحًا عامًا أوليًا ( IPO ) في بورصة ناسداك ، مما قيم الشركة بأكثر من 10 مليار دولارات.  

### مسرع سياسة سيلفرادو
في فبراير 2020، ترك ألبيروفيتش CrowdStrike لإطلاق Silverado Policy Accelerator،  وهي منظمة غير ربحية تركز على حل تحديات السياسة المرتبطة بمنافسة القوى العظمى بين الولايات المتحدة وخصومها. تركز المنظمة بشكل خاص على قضايا السياسة المتعلقة بالأمن السيبراني والتجارة الدولية والأمن الصناعي والأمن الاقتصادي والبيئي. تم إطلاق برنامج Silverado Policy Accelerator في مارس 2021 مع ألبيروفيتش كرئيس تنفيذي له. 
في ديسمبر 2021، تنبأ ألبيروفيتش بشكل صحيح بالغزو الروسي لأوكرانيا عام 2022 ، والذي بدأ في فبراير 2022.  قال ألبيروفيتش، وهو منتقد قوي للزعيم الروسي الاستبدادي فلاديمير بوتين : "بالنسبة لبوتين، لا يتعلق الأمر حقًا بما إذا كان يستطيع الاستيلاء على قرية وإبقائها محتلة. لقد كان تصميمه منذ اليوم الأول هو السيطرة على أوكرانيا، لمنع أوكرانيا من أن تكون جزءا من التحالف الغربي." 
في 11 نوفمبر 2022، تم فرض عقوبات شخصية عليه من قبل وزارة الخارجية (روسيا) ومنع من دخول روسيا، إلى جانب ديفيد بتريوس وجيمس ستافريديس وإيان بريمر . 

### الحكومة الأمريكية
ألبيروفيتش هو العضو الأول في مجلس مراجعة السلامة السيبرانية ، وهو مجلس حكومي أمريكي مستقل تم إنشاؤه بموجب أمر تنفيذي رئاسي في عام 2021 ويتولى مسؤولية التحقيقات في حوادث الأمن السيبراني.  
وفي مارس 2022 تم تعيينه عضوا في المجلس الاستشاري للأمن الداخلي . 
عمل ألبيروفيتش أيضًا كمستشار خاص لوزارة الدفاع. 

### عضويات مجلس الإدارة
ألبيروفيتش هو رئيس مجلس إدارة شركة Automox، وهي شركة عمليات تكنولوجيا المعلومات القائمة على السحابة،  وعضو مجلس إدارة شركة Dragos، وهي شركة تقدم حلول الأمن السيبراني لأنظمة التحكم الصناعية،  ومراقب مجلس إدارة لشركة Sublime Security ، شركة أمن البريد الإلكتروني. 

## الإحسان
في أكتوبر 2021، أعلن ألبيروفيتش عن إطلاق معهد ألبيروفيتش لدراسات الأمن السيبراني  ليكون مقره في كلية بول إتش نيتز للدراسات الدولية المتقدمة بجامعة جونز هوبكنز . وسيقدم المعهد درجة الماجستير في الآداب والدكتوراه في الفلسفة في دراسات وسياسات الأمن السيبراني، وبرنامج التعليم التنفيذي لقادة القطاع الخاص والحكومة. 

## الدخول في البودكاست
بعد الغزو الروسي لأوكرانيا في عام 2022، أصبح ألبيروفيتش مضيفًا للبودكاست Geopolitics Decanted ، حيث يناقش الأحداث الجيوسياسية الحالية مع الخبراء العسكريين والمؤرخين والاقتصاديين وعلماء السياسة.  ديمتري هو أيضًا ضيف عرضي على البودكاست Risky Business IT Security لتقديم رؤيته في هذا المجال والجغرافيا السياسية. 

## كتب

### العالم على حافة الهاوية
ألبيروفيتش مؤلف مع جاريت غراف كتاب: العالم على حافة الهاوية: كيف تستطيع أميركا أن تهزم الصين في السباق نحو القرن الحادي والعشرين . 
صدر الكتاب في الولايات المتحدة في 30 أبريل 2024. إنه "يقدم نصيحة عملية حول كيف يمكن لأمريكا أن تنتصر على الصين"  ويوضح السبب وراء استعداد الصين شي جين بينغ لغزو تايوان في السنوات القادمة والمخاطر الجسيمة التي ستواجهها أمريكا والعالم كله إذا لم يتم ردعه. .
ويجادل الكتاب بأن العالم أصبح بالفعل في خضم الحرب الباردة الثانية بين الولايات المتحدة والصين، وأن تايوان هي نقطة الاشتعال الاستراتيجية المحفوفة بالمخاطر التي تهدد بإشعال حرب مدمرة بين القوى النووية الكبرى في دور مماثل كادت برلين الغربية أن تلعبه خلال فترة الحرب الباردة الأولى. إنها تقدم استراتيجية شاملة للولايات المتحدة لردع الحرب والحفاظ على مكانتها باعتبارها القوة العظمى الرائدة في العالم في مواجهة الصين الصاعدة.

## الجوائز
حصل ألبيروفيتش على جائزة "الأمريكي المتميز عن طريق الاختيار" من قبل خدمات المواطنة والهجرة الأمريكية في عام 2023  وجائزة 100 الفيدرالية لمساهماته في أمن المعلومات الفيدرالي الأمريكي  وتم الاعتراف به في عامي 2013 و 2015 من مجلة واشنطن أحد جبابرة التكنولوجيا لإنجازاته في مجال الأمن السيبراني.[بحاجة لمصدر]</link>
وفي أغسطس 2013، تم اختياره كواحد من أفضل 35 مبتكرًا تحت سن 35 عامًا في مجلة MIT Technology Review . 
في عام 2016، صنفته مجلة بوليتيكو كواحد من المفكرين والفاعلين وأصحاب الرؤى المؤثرين في " بوليتيكو 50 " الذين يغيرون السياسة الأمريكية. 
في عام 2017، أدرجت مجلة فورتشن ألبيروفيتش في التصنيف السنوي "40 تحت 40" للشباب الأكثر تأثيرًا في مجال الأعمال. 
تم اختياره في ديسمبر 2013 كواحد من أفضل 100 مفكر عالمي رائد في مجلة فورين بوليسي . 

## روابط خارجية
- DAlperovitchعلى تويتر.
- دميتري ألبيروفيتش في قاعدة بيانات الأفلام على الإنترنت
- مرات الظهور على سي-سبان